# Fabrice Lebeault
Fabrice Lebeault, né à Albi (Tarn) le 11 février 1961, est un auteur de bande dessinée français.

## Biographie
Après des études de droit privé, il s'oriente dans le domaine de la bande dessinée. Un passage aux studios de dessins animés Saban lui permet d'apprendre à travailler en équipe, et d'intégrer parallèlement le milieu de la bande dessinée. Il propose alors à l'éditeur Delcourt une saga poético-philosohico-futuriste en 5 volumes, Horologiom. Le premier tome de la série (L'Homme sans clef) est primé au Salon de la Jeunesse à Montreuil en 1994, puis obtient l'Alph'art Coup de Cœur à Angoulême en janvier suivant.
Fabrice Lebeault est un adepte de la ligne claire. Ses maîtres à dessiner sont Hergé, Pierre Joubert, Maurice Tillieux,...

## Œuvres
- Horologiom

1. L'Homme sans clé. Alph-Art coup de cœur au festival d'Angoulême 1995[1].
2. L'Instant du Damokle
3. Nahédig
4. La Nuit du requinqueur
5. Le Grand Rouage
6. Le Ministère de la Peur
7. Les couloirs changeants

- Le Croquemitaine avec Denis-Pierre Filippi[2]
- Félix
- Le Mangeur d'histoires, qui rend hommage aux romans-feuilletons d'antan.

## Prix
- 1999 : prix La Nouvelle République pour Horlogium